# Александър Фридман
Вижте пояснителната страница за други личности с името Александър Фридман.
Александър Фридман (на руски: Александр Александрович Фридман) е руски физик, математик и космолог. През 1922 г. той създава теорията за разширяващата се Вселена, която е потвърдена от Едуин Хъбъл през 1929 г., чрез неговите наблюдения на червеното отместване на галактиките.

## Биография
Фридман е роден на 16 юни 1888 г. в Санкт-Петербург, дете на композитора и балетист Александър Фридман (който е син на еврейски кантонист) и пианистката Людмила Воячек. Малкият Фридман е покръстен в Руската източноправославна църква и живее през по-голямата част от живота си в Петербург.
Още от училищните се години Фридман намира неразделен спътник в лицето на Якоб Тамаркин, който към края на кариерата си е един от най-изтъкнатите математици на университета „Браун“ и вицепрезидент на Американското математическо дружество. През октомври 1906 г. Фридман публикува първия си математически труд заедно с Тамаркин в едно от водещите научни списания в Германия – Mathematische Annalen. Статията им е посветена на числата на Бернули.
През 1910 г. Фридман завършва следването си във Физико-математическия факултет на Санктпетербургския държавен университет, а след това става лектор в Санктпетербургския минен институт.
През 1911 г. се жени за Екатерина Дорофеева, но по-късно се развежда с нея. През 1923 г. се жени за Наталия Малинина – те имат религиозна сватбена церемония, макар никой от двамата да не е религиозен.
Александър Фридман се сражава в Първата световна война на страната на Руската империя като летец, инструктор, а под революционния режим и като ръководител на завод за самолети.
От април 1918 г. до 1920 г. е професор в катедрата по механика на Пермския университет. От 15 август до 30 септември 1919 г. е декан на Физико-математическия факултет в университета.
През 1922 г. Фридман въвежда идеята за разширяващата се Вселена, която съдържа движеща се материя. Белгийският астроном Жорж Льометър по-късно независимо достига до същото заключение през 1927 г.
През 1923 г. става главен редактор на Списание по геофизика и метеорология. От юли до септември същата година е на командировки в Германия и Норвегия, а от април до май 1924 г. е командирован в Нидерландия и Германия. През 1925 г. е назначен за директор на Главната геофизическа обсерватория в Ленинград. През юли участва в рекорден полет с балон, достигайки надморска височина от 7400 m.
На медения си месец в Крим с втората си жена през юли-август 1925 г. се заразява с коремен тиф. Умира на 16 септември 1925 г. в Ленинград след неправилно лечение на болестта му. По предположение на самия Фридман, той вероятно се е заразил, след като изяжда неизмита круша, закупена от една от железопътните станции по линията от Крим до Ленинград. Погребан е на Смоленското православно гробище в Ленинград. В чест на Фридман е наречен кратер на обратната страна на Луната. Синът на двойката (Александър Александрович Фридман) се ражда след смъртта на баща си.

## Научни постижения
Основните трудове на Фридман са посветени на проблемите на динамичната метеорлогия (теория на атмосферните вихри и поривите на вятъра, теория на прекъсванията в атмосферата, атмосферна турбулентност), хидродинамиката на сгъстимите течности, физика на атмосферата и релативистичната космолия. Фридман е един от първите учени, усвоили математическия апарат на теорията на гравитацията на Айнщайн и започва да води лекции в университета по тензорни изчисления като встъпителна част към курса по Обща теория на относителността. През 1923 г. издава книгата си „Светът като пространство и време“ (преиздадена през 1965 г.), която запознава широката публика с новата физика.
Световна известност получава, след като създава модел на нестационарната Вселена, в който предсказва разширението на Вселената. Получените през 1922 – 1924 г. при изследване на релативистичните модели на Вселената нестационарни решения на уравненията на Айнщайн поставят началото на развиването на теорията на нестационарната Вселена. Фридман изследва нестационарните еднородни изотропни модели на пространството с отначало положителна, а после и с отрицателна кривина, запълнена с праховидна материя (с нулево налягане). Нестационарността на разгледаните модели се описва като зависимост от радиуса на кривината и плътността на времето, при което плътността се изменя обратнопропорционално на куба от радиуса на кривина. Фирдман изяснява типовете поведение на такива модели, позволени от уравненията на притегляне, при което моделът на стационарната Вселена на Айнщайн се оказва частен случай и опровергава мнението, че на Общата теория на относителността ѝ е нужно крайно пространство. Тези резултати показват, че уравненията на Айнщайн не водят към един-единствен модел на Вселената, каквато и да е космологичната константа. От моделите на еднородната изотропна Вселена следва, че при нейното разширение трябва да се наблюдава червено отместване, което е пропорционално на разстоянието. Това е потвърдено през 1929 г. от Едуин Хъбъл въз основа на астрономически наблюдения – спектралните линии в спектрите на галактиките се оказват преместени към червения край на спектъра.
Този динамичен космологичен модел по-късно става стандартен както в теорията на Големия взрив, така и в теорията на стационарната Вселена. Трудовете на Фридман подкрепят и двете теории, така че едва след засичането на реликтовото излъчване теорията на стационарната Вселена е изоставена в полза на парадигмата за Големия взрив, поддържаща се в днешно време.

## Избрана библиография
- О кривизне пространства. Z. Phys. 10 (1922), pp. 377 – 386.
- Опыт гидромеханики сжимаемой жидкости / Под ред., с прим. Н. Е. Кочина, с доп. ст. Б. И. Извекова, И. А. Кибеля, Н. Е. Кочина. Л.; М.: ОНТИ Гос. техн.-теорет. изд-во, 1934. – 370 с.
- Мир как пространство и время. Издание второе. М.: Наука, 1965.
- Избранные труды[неработеща препратка] / Под ред. Л. С. Полака. – М.: Наука, 1966.